# Bistum Göteborg

Das Wappen des Bistums

Das Bistum Göteborg (schwedisch Göteborgs stift) ist eine der dreizehn Diözesen innerhalb der evangelisch-lutherischen Schwedischen Kirche. Es besteht aus 11 Kirchenkreisen (kontrakt), in denen neben 30 eigenständigen Kirchengemeinden (församlingar) 39 Pastorate mit mehreren Kirchengemeinden bestehen; die Gesamtzahl der Gemeinden ist 177 (Stand 2020). Bischofssitz ist Göteborg mit dem Dom zu Göteborg als Bischofskirche. Bischöfin ist seit 2018 Susanne Rappmann.

## Geschichte
Das Bistum wurde 1620 als eigenständige Superintendentur aus dem Bistum Skara ausgegliedert und umfasste neben der Stadt Göteborg zunächst nur einige Bezirke im Westen der historischen Landschaft Västergötland. 1646 kam Halland dazu, 1658 der größere Teil des von Norwegen eroberten Bohuslän. Den Nordteil von Bohuslän gab das Bistum Karlstad 1693 ebenfalls an das Bistum Göteborg ab, das damit im Wesentlichen seinen noch heute bestehenden Umfang erhielt. Seit 1665 tragen die Superintendenten den Bischofstitel. Im ausgehenden 18. und beginnenden 19. Jahrhundert war das Bistum die Hochburg des Schartauanismus, einer von Henric Schartau ausgehenden streng orthodoxen Erweckungsbewegung, die immer noch manche Gemeinden vor allem in Bohuslän prägt.